# Sui Ran
Sui Ran (睢冉S, Suī RǎnP; Jinan, 25 giugno 1992) è un ex cestista cinese.

## Carriera
Con la Cina ha disputato i Giochi olimpici di Rio de Janeiro 2016.